# Gorges de la Vis et de la Virenque
Gorges de la Vis et de la Virenque este o arie protejată (sit de importanță comunitară — SCI) din Franța întinsă pe o suprafață de 246 ha, integral pe uscat.

## Localizare
Centrul sitului Gorges de la Vis et de la Virenque este situat la coordonatele 43°56′26″N 3°21′02″E / 43.94056°N 3.35056°E.

## Înființare
Situl Gorges de la Vis et de la Virenque a fost declarat arie specială de conservare în baza directivei 92/43 din 1992 referitoare la conservarea habitatelor naturale și a faunei și florei sălbatice pentru a proteja 7 specii de animale.

## Biodiversitate
Situată în ecoregiunea mediteraneană, aria protejată conține 11 habitate naturale: Formațiuni stabile xerotermofile de Buxus sempervirens pe pante stâncoase (Berberidion p.p.), Pseudostepă cu ierburi și specii anuale de Thero-Brachypodietea, Păduri de fag din Europa Centrală dezvoltate pe sol calcaros cu Cephalanthero-Fagion, Păduri aluvionare cu Alnus glutinosa și Fraxinus excelsior (Alno-Padion, Alnion incanae, Salicion albae), Păduri de Quercus ilex și Quercus rotundifolia, Pajiști uscate europene, Galerii de Salix alba și de Populus alba, Pajiști uscate seminaturale și facies de acoperire cu tufișuri pe substraturi calcaroase (Festuco-Brometalia) (* situri importante pentru orhidee), Dehesas cu Quercus spp. perene, Pajiști carstice calcaroase sau bazofile, de Alysso-Sedion albi, Peșteri inaccesibile publicului.
La baza desemnării sitului se află mai multe specii protejate:
- mamifere (4): liliac cârn (Barbastella barbastellus), castor (Castor fiber), liliacul mare cu potcoavă (Rhinolophus ferrumequinum), liliacul mic cu potcoavă (Rhinolophus hipposideros)
- nevertebrate (3): croitorul mare al stejarului (Cerambyx cerdo), rădașcă (Lucanus cervus), Rosalia alpina

Pe lângă speciile protejate, pe teritoriul sitului au mai fost identificate 3 specii de mamifere.